# Chasmanthera
Chasmanthera är ett släkte av tvåhjärtbladiga växter. Chasmanthera ingår i familjen Menispermaceae.
Kladogram enligt Catalogue of Life:
| Chasmanthera | \| \| Chasmanthera dependens \| \| \| \| \| \| Chasmanthera uviformis \| \| \| \| \| \| Chasmanthera welwitschii \| \| \| \| |
|              | \| \| Chasmanthera dependens \| \| \| \| \| \| Chasmanthera uviformis \| \| \| \| \| \| Chasmanthera welwitschii \| \| \| \| |
|              | Chasmanthera dependens |
|              | |
|              | Chasmanthera uviformis |
|              | |
|              | Chasmanthera welwitschii |
|              | |